# Martín López de Pisuerga
Martín López de Pisuerga (Herrera de Pisuerga,? - 
Toledo, 28 de agosto de 1208), 
llamado el Grande o el Magno, fue un eclesiástico y líder militar castellano. 

## Biografía
Fue hijo de Lope Díaz de Fitero, merino mayor de Castilla.
Entre 1186 y 1191 fue obispo de Sigüenza,
Desde 1192 hasta su muerte encabezó la archidiócesis de Toledo, teniendo a Julián de Cuenca como arcediano.
Tuvo también un papel destacado como líder militar en la guerra de Reconquista y como consejero del rey Alfonso VIII, acompañando a este en las cortes de Carrión de 1188, dirigiendo las incursiones de 1191 por el Campo de Calatrava y las provincias de Córdoba y Jaén, bajo control de los almohades, y participando en la batalla de Alarcos de 1195 y en la defensa de Toledo en 1197.
En 1206 el rey Alonso le concedió la futura del cargo de canciller, que no llegó a ejercer por haber muerto antes que su titular Diego García.

«Era ome muy letrado e de santidat, capa de los pobres, escudo de los homildes, celador de la fe, perseguidor de las blasfemias. E pasó el arçobispo con sus gentes tierra de Guadalquivir, e quemó, e mató, e robó, e tornóse con onrra, e con bien, e con salud él e todos los suyos de su tierra para el rey don Alonso.».

## Sucesión
| Predecesor: Gonzalo       | Obispo de Sigüenza 1186 - 1192    | Sucesor: Martín de Hinojosa      |
| Predecesor: Gonzalo Pérez | Arzobispo de Toledo 1192 - 1208 † | Sucesor: Rodrigo Jiménez de Rada |